# Drăgotești (okręg Gorj)
Drăgotești – wieś w Rumunii, w okręgu Gorj, w gminie Drăgotești. W 2011 roku liczyła 1164 mieszkańców.